# Teaterhögskolan vid Göteborgs universitet
Teaterhögskolan var tidigare en institution inom Göteborgs universitet. Verksamheten överfördes 2005 till institutionen Högskolan för scen och musik, placerad i byggnaden Artisten.

## Teaterhögskolans historia
Ursprunget till Teaterhögskolan ligger i den undervisning som startade 1941 under namnet Maria Schildknechts elevskola. År 1947 fick skolan namnet Göteborgs stadsteaters elevskola då den sammanfördes med Göteborgs stadsteater. Den 1 juli 1964 blev skolan en fristående högskola och fick då namnet Statens skola för scenisk utbildning i Göteborg. Den 1 oktober 1971 upptogs skolan som en institution under Göteborgs universitet och bytte senare namn till Teater- och Operahögskolan. År 1992 fick skolan namnet Högskolan för Teater, Opera och Musikal vid Göteborgs Universitet. Under 2003 blev Operahögskolan en egen institution och skolan fick namnet Teaterhögskolan vid Göteborgs Universitet. År 2005 slogs Teaterhögskolan samman med Musikhögskolan och Operahögskolan till en gemensam institution med namnet Högskolan för scen och musik.

## Ledare
Ledare för utbildningen har varit Maria Schildknecht, Karl-Magnus Thulstrup, Ola Nilsson, Lars Barringer, Bo Swedberg, Frantisek Veres, Harald Ek, Gugge Sandström, Iwar Bergkwist, Per Nordin och Pia Muchin.

## Musikalutbildningen
Musikalutbildningen startades 1992 på försök som en ettårig musikalutbildning. 1994 utvecklades den till en permanent treårig utbildning som kom att ligga under sceniska utbildningsdelen. Därför byttes namnet till Högskolan för Teater, Opera och Musikal vid Göteborgs universitet. 
År 1992 flyttade skolan från Lilla Torp till de nybyggda lokalerna i huset Artisten, där även Musikhögskolan fick nya lokaler.

Ledare för Musikal har varit Georg Malvius, Sven-Eric Dahlberg och Vernon Mound.